# يوهانس لوتز
يوهانس لوتز (بالألمانية: Johann Lutz)‏ هو عسكري ألماني، ولد في 11 مارس 1920 في نويبورغ آن در دوناو في ألمانيا، وتوفي في 26 أغسطس 2005 في آوغسبورغ في ألمانيا.